# Ryszard Jedliński
Ryszard Grzegorz Jedliński (* 9. September 1953 in Płock, Polen; † 17. September 2023) war ein polnischer Handballspieler und Handballtrainer, der für die polnische Nationalmannschaft auflief.

## Karriere

### Als Spieler
Jedliński spielte für die polnischen Vereine Wisła Płock (1966–1972), AZS Warszawa (1972–1980) und Warszawianka (1980–1982). Anschließend lief der Kreisläufer für den deutschen Zweitligisten VfL Fredenbeck auf, bei dem er 1985 verletzungsbedingt seine Karriere beendete.
Jedliński bestritt 151 Länderspiele für die polnische Nationalmannschaft. Er nahm an den Olympischen Spielen 1980 in Moskau teil, bei denen die polnische Auswahl den siebten Platz belegte. Zwei Jahre später gewann er die Bronzemedaille bei der Weltmeisterschaft in Deutschland.

### Als Trainer
Jedliński trainierte während seiner Spielerlaufbahn in Deutschland Jugendmannschaften beim VfL Fredenbeck, TV Fischbek und MTV Wisch. Daraufhin war er Trainer von mehreren Männermannschaften in Deutschland und Polen. Ab Mai 2007 war er als hauptamtlicher Männer- und Jugendtrainer beim Buxtehuder SV tätig. Diese Tätigkeit musste er im Jahr 2016 aus gesundheitlichen Gründen beenden.